# Kateryna Žydačevs'ka
Kateryna Žydačevs'ka (in ucraino Катерина Жидачевська?; 26 maggio 1993) è una lottatrice ucraina naturalizzata rumena, specializzata nella lotta libera.

## Palmarès
- Europei

Varsavia 2021: bronzo nei 59 kg.